# Tænk selv - en film om Poul Henningsen
Tænk selv - en film om Poul Henningsen er en portrætfilm fra 1985 om den danske arkitekt m.m. Poul Henningsen. Filmen er instruere af Dan Säll efter manuskript af Dan Säll og Dick Schyberg.

## Handling
En film om Poul Henningsen og de 50 år han var virksom i dansk kulturliv. Et portræt af arkitekten, revyforfatteren og kulturdebattøren PH.
Der bliver i filmen vist klip fra: - De fem år - Den almindelige fascisme - Politikens filmjournal - Fremskridtets hjul - Spredte billeder fra København - Staunings mindefilm - Dyrehavsbakken - Cyklister i København - 1. Maj film - Og klokken slog tolv - Georg Brandes - Josephine Baker - Meninger i tiden - PH-Lys - PH's Danmarksfilm 1935 - Dansk Dokumentarfilm i 25 år - Byggeren - Interview med PH af Flemming Madsen